# 小林孝至 (ミュージシャン)
小林 孝至（こばやし たかし、1965年12月26日 - ）は、日本のギタリスト、ミュージシャン、作曲家、作詞家、編曲家、音楽プロデューサー。

## 来歴
1986年、宮沢和史、山川浩正、栃木孝夫らと共にTHE BOOMを結成。 1989年5月21日、『君はTVっ子』でメジャーデビュー。以後バンドとしてシングルス35枚、オリジナルアルバム14枚をリリース。2014年12月17日、日本武道館の公演を最後にTHE BOOM解散。
2015年以降は、作曲家、プロデューサーとして新人の育成に力を入れる。
2021年12月17日ソロEPシングル 「涙が溢れた世界の中で」「amayadoro」をデジタルリリース　本格的にソロアーティストとしての活動を開始。

## ソロ作品

### シングル
- 涙が溢れた世界の中で　　2021
- amayadoro  2021
- TOKYO 2022
- 有罪 2022
- Halo
- Moment
- HANABI
- Breeze Dance
- Going Home
- Brighton
- LONDON

## 参加作品
- 小林旭
  - 『KEEP ON RISING,CHANGE THE STREAM』（ギター）
- ジェロ　
  - 「ポロポロ」（ギター）
- 高畑充希
  - 『PLAY LIST』
- 槇原敬之
  - 「恋する心達のために」（ギター)
- 由紀さおり
  - 『ビールの海』（サウンドプロデュース）

## 楽曲提供
- 小林旭
  - 朝日のあたる家（編曲）
  - 折紙人生（アルバム・ヴァージョン）（編曲）
  - ダンチョネ節　（作曲・編曲）
  - アキラの人生学校PART1（作曲・編曲）
  - ダイナマイトが百五十屯（編曲）
  - あれから（編曲）
  - 風の旅人（編曲）
  - 琵琶湖周航の歌（編曲）
- 沢田研二
  - 「SPLEEN 〜六月の風にゆれて〜」（作曲）
- デコレ村のにゃんた
  - 「いちにのサンキュー〜 メールのうた〜」（編曲）
- 槇原敬之
  - 「恋する心達のために」（編曲)

### アニメソング
花咲ける青少年
- 「CHANGE」（歌：J-Min/作曲・編曲）
- 「ONE」（歌：J-Min/作曲・編曲）
- みやんち

## ～今日も一日旅に出よう～ （インストルメンタルCD全14曲）
みやんち店内のBGMとして人気のインストCDシリーズ。
その第５弾が、前作「みやんち×THE BOOM SEASON4」から約4年の月日を経てついに完成！！！
今回は「旅～今日も一日旅に出よう～」をテーマに全14曲中、再録された「風になりたい」以外、初めての収録作品となります。

### CM・TV
- 17Live ギターレコーディング及びCM出演
- The Peep House(吉本興業）オープニングテーマ作曲
- 資生堂TSUBAKI

### サポート
- アポロアマチュアナイト
- 若大将フェス2019
- 大沢樹生

## 著書
- プロが教える-Logic-Pro-Xで始める作曲入門